# Macrosamanea discolor
Macrosamanea discolor är en ärtväxtart som först beskrevs av Carl Ludwig von Willdenow, och fick sitt nu gällande namn av Nathaniel Lord Britton och Ellsworth Paine Killip. Macrosamanea discolor ingår i släktet Macrosamanea och familjen ärtväxter.

## Underarter
Arten delas in i följande underarter:
- M. d. arenicola
- M. d. discolor